# Soiano del Lago

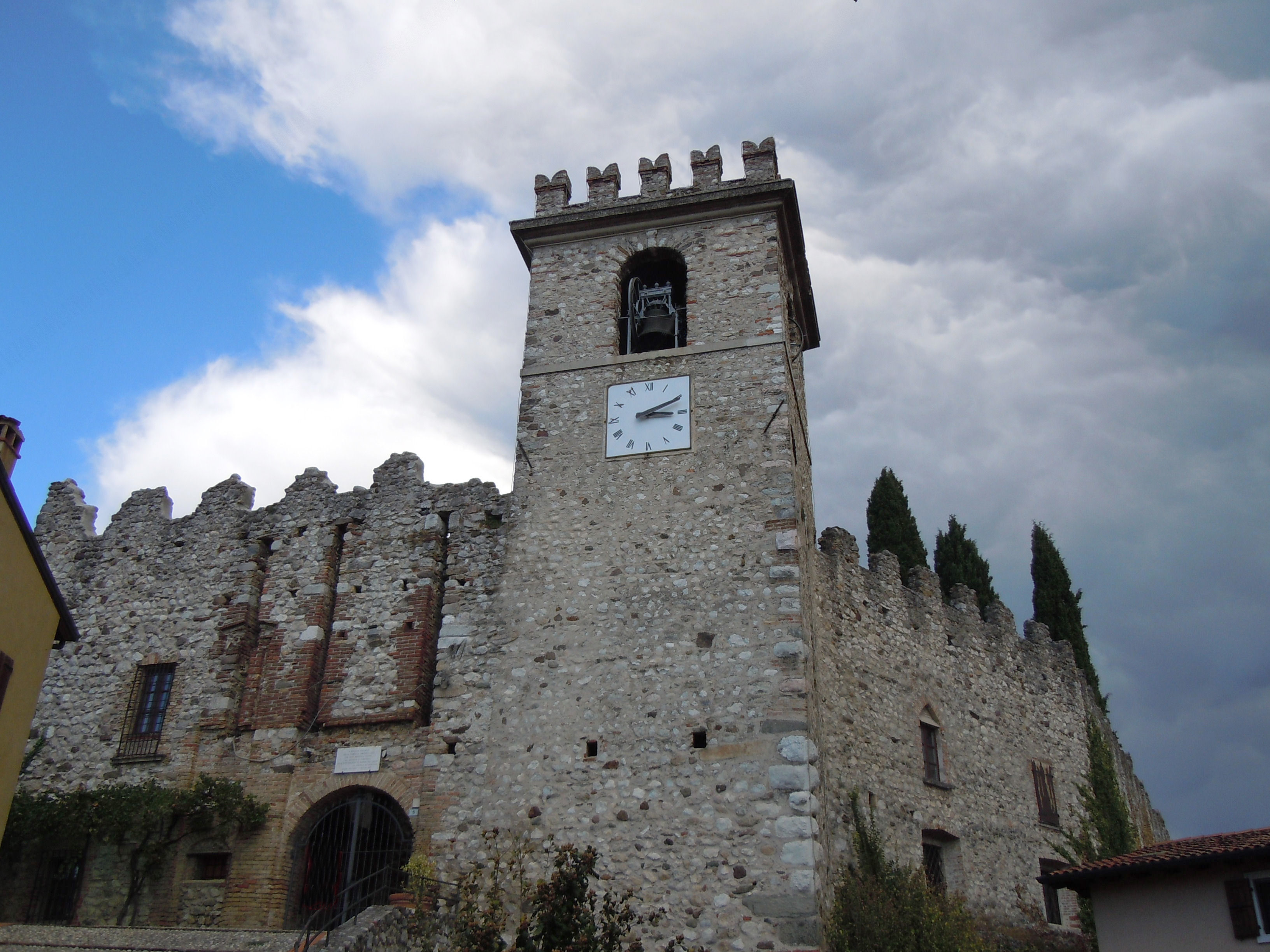
Kasteel van Soiano del Lago

Soiano del Lago is een gemeente in de Italiaanse provincie Brescia (regio Lombardije) en telt 1633 inwoners (31-12-2004). De oppervlakte bedraagt 5,8 km², de bevolkingsdichtheid is 303 inwoners per km².

## Demografie
Soiano del Lago telt ongeveer 815 huishoudens. Het aantal inwoners steeg in de periode 1991-2001 met 39,4% volgens cijfers uit de tienjaarlijkse volkstellingen van ISTAT.
| Jaar | Inwoneraantal |
| ---- | ------------- |
| 1991 | 1092          |
| 2001 | 1522          |

## Geografie
Soiano del Lago grenst aan de volgende gemeenten: Calvagese della Riviera, Manerba del Garda, Moniga del Garda, Padenghe sul Garda, Polpenazze del Garda.